# Horná Kráľová
Horná Kráľová (in ungherese Királyi) è un comune della Slovacchia facente parte del distretto di Šaľa, nella regione di Nitra.